# Kühnhaide (Marienberg)
Kühnhaide ist ein Ortsteil der sächsischen Stadt Marienberg im Erzgebirgskreis.

## Geografie

### Lage
Kühnhaide liegt etwa neun Kilometer südsüdöstlich von Marienberg im Erzgebirge an der deutsch-tschechischen Grenze. Die Streusiedlung besteht aus den Häusergruppen bzw. ehemaligen Ortsteilen Herrenhaide, Rathengasse, Stengelhaide und Vierhöfe. Ausgedehnte Waldgebiete riegeln den Ort auf deutscher sowie auf tschechischer Seite gegenüber seinen Nachbarorten ab. Die östlich verlaufende Schwarze Pockau markiert hier gleichzeitig die Staatsgrenze. Durch den Ort führt die Staatsstraße 216 Reitzenhain–Olbernhau, über eine Gemeindestraße besteht im Nordwesten Anschluss an die Bundesstraße 174.

### Klima
Kühnhaide gilt aufgrund seiner Lage in einer von höhergelegenen Wäldern umgebenen Senke, in der sich die Kaltluft bei klaren, windstillen Nächten stauen kann, als eine der kältesten bewohnten Ortschaften in Deutschland.
Im Winter 2011/2012 wurden dort −34,4 °C an einer privaten Wetterstation registriert. Jedoch befindet sich diese Station in einer Senke im Schwarzwassertal und zeigt daher tendenziell deutlich kühlere Werte an. Selbst während einer Hitzewelle wurden am 15. Juli 2023 in Kühnhaide morgens nur 2,8 °C gemessen, während die Temperaturen tagsüber in Sachsen Spitzenwerte bis 37,4 °C (in Bad Lausick) und auch in Kühnhaide über 30 °C erreichten.

### Nachbarorte
|             | Pobershau                                   |                      |
|             | Kompassrose, die auf Nachbargemeinden zeigt | Rübenau              |
| Reitzenhain |                                             | Načetín I (Kienhaid) |

## Geschichte

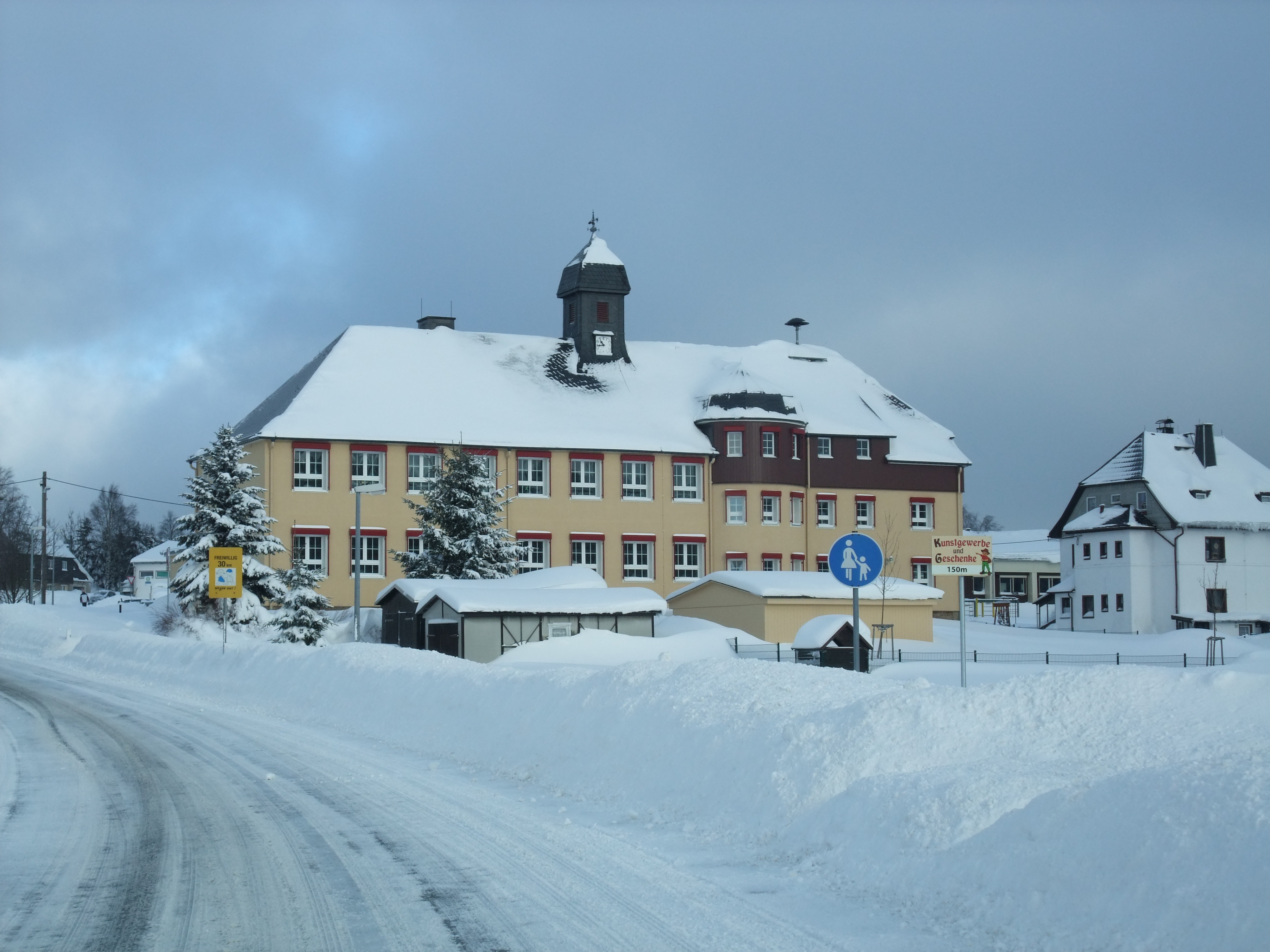
Grundschule Kühnhaide

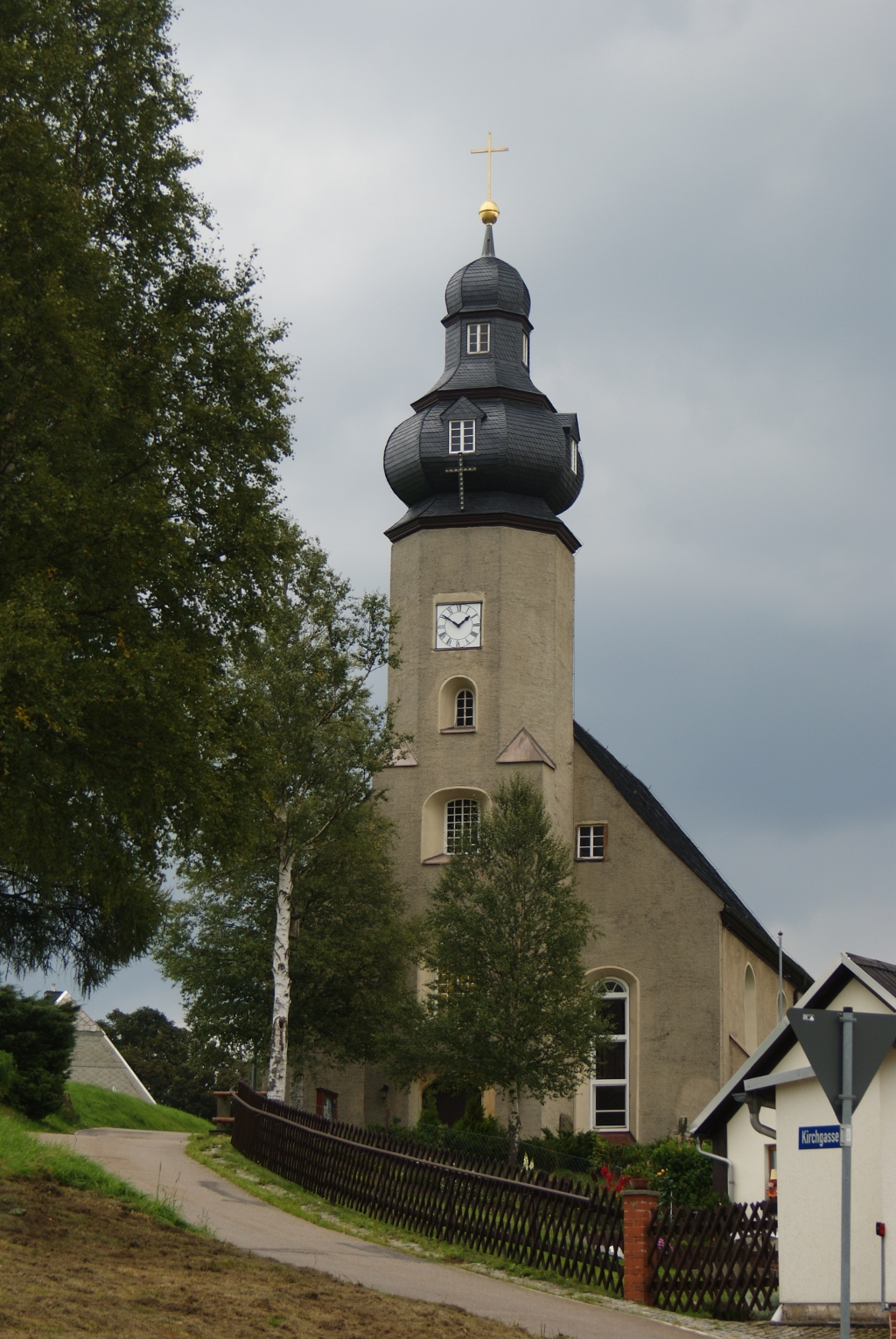
Pfarrkirche Kühnhaide

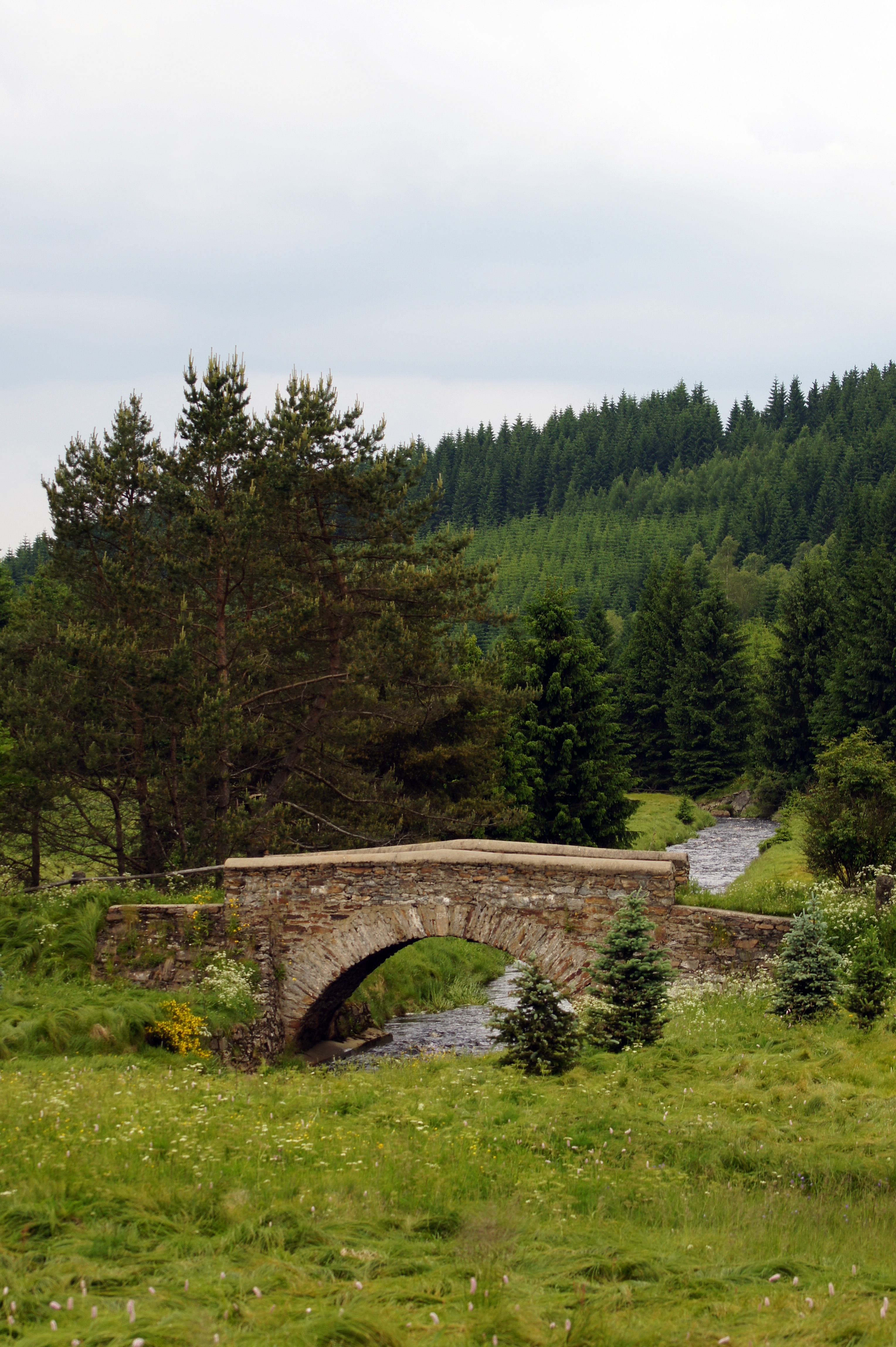
Steinbrücke in Marienberg-Kühnhaide im oberen Abschnitt des Schwarzwassertal (Schwarze Pockau)

Die erste urkundliche Erwähnung datiert aus dem Jahre 1552 als Kynheide. Bereits 1534 wird der Bau eines Lehngutes uff der Kynhayd urkundlich erwähnt. Eine frühere Bezeichnung des Orts soll Dörfel vorm Walde gewesen sein. 1603 wurde der Oberaufseher der erzgebirgischen Flöße, Caspar von Berbisdorf, mit dem Lehngut Kühnhaide erblich beliehen. Dieser ließ, begünstigt durch die großen Holzvorräte der umliegenden Wälder, ein Eisenwerk errichten. August Schumann nennt 1818 im Staatslexikon hierzu:

„Bei Kühnheyde befindet sich ein dem Grafen von Solms gehöriges Hammerwerk, das unter dem Namen Kühnheider, oder Niederschmiedeberger Hammer bekannt ist. Im J. 1789 wurden hier 1142 Wagen Eisen fabriziert und abgesetzt. Im J. 1800 fabrizierte man 464 Schocke Dünneisen, 130 Wagen Sturzbleche, 1360 Wagen Stabeisen, zusamen 6544 Thaler am Werth. Das Werk bestehet aus 1 hohen Ofen, 2 Stabfeuern, 1 Blechfeuer und 1 Zinnhaus; angestellet sind dabei 1 Factor, 6 hohe Ofenarbeiter, 3 Stabfeuerarbeiter, 6 Blechfeuerarbeiter, 3 Zinnhausarbeiter und 2 Kohlenmesser. Es leben in dem Hammerwerke 136 Menschen, mit 11 Kühen und 420 vollen Schocken, welche unmittelbar unter dem Amte Wolkenstein stehen.“

Während in Kühnhaide die Roheisenerzeugung erfolgte, befanden sich in Niederschmiedeberg die Anlagen für die Blechherstellung. 1814 waren in Kühnhaide ein Hochofen und zwei Stabfeuer in Betrieb. Nachdem das Hammerwerk Kühnhaide-Niederschmiedeberg ab 1815 stillstand, übernahm der Oberforst- und Wildmeister Johann Georg Friedrich Adolph von Zeng 1818 die Anlagen von den Grafen von Solms. Albert Schiffner nennt 1845 noch ein gangbares Eisenwerk.
1574 war Kühnhaide nach Großrückerswalde gepfarrt. 1607 wurde der Ort eigene Parochie mit dem eingepfarrten Ort Reitzenhain – bis 1853 gehörte auch das benachbarte Rübenau dieser Parochie an. Im Jahr darauf wurde der Friedhof angelegt. Da zu DDR-Zeiten im oberen Schwarzwassertal der Bau einer Talsperre mit 3,5 Mio m³ Stauraum geplant war, wurde der Friedhof im Zeitraum 1964–1981 geschlossen. Der jetzige Kirchenbau wurde nach Abbruch eines hölzernen Vorgängerbaus an gleicher Stelle errichtet und 1691 geweiht. Die Ergänzung um einen Turm mit Zwiebelhaube erfolgte erst 1787. Ein Lehrer wird erstmals 1611 erwähnt, der Bau eines Schulgebäudes erfolgte erst 1843. 1916 wurde dieses durch einen Neubau abgelöst. Im frühen 18. Jahrhundert entstand auf der damals österreichischen Seite der Grenze das nach Kühnhaide benannte Örtchen Kienhaid. 1805–06 wurde die Straße ins benachbarte Reitzenhain angelegt, eine Straße durch das Schwarzwassertal folgte 1878 durch die Forstverwaltung. Nach Stilllegung des Eisenwerkes wurden Spitzen- und Posamentenherstellung wichtige Erwerbszweige, gleichzeitig errang die Torfgewinnung in den Moorgebieten der Mothäuser Heide westlich der Ortslage wirtschaftliche Bedeutung. 1845 erwarb der Erfinder des Holzschliffs, Friedrich Gottlob Keller, eine Mühle in Kühnhaide um seine Erfindung industriell auszuwerten. Seine Versuche, aus seiner Erfindung Kapital zu schlagen, scheiterten aber am fehlenden kaufmännischen Geschick und ungenügendem Eigenkapital. Zudem wurde ein Teil der Mühle während eines Hochwassers zerstört. Nach 1945 entstand ein Betriebsteil des „VEB Sportgerätewerk Karl-Marx-Stadt“ des Germina Kombinats, er beschäftigte etwa 100 Leute mit der Fertigung von Minigolfspielen und Badmintonschlägern. Im „VEB Textil Grenzland“ wurde Baby- und Arbeitskleidung hergestellt, der „VEB Häkelchic Annaberg“ stellte Mützen her. Alle drei genannten Betriebe vergaben in großem Umfang Heimarbeit.
Im Zuge der politischen Wende 1990 wurden die volkseigenen Betriebe aufgelöst und nicht fortgeführt. Bis heute haben sich viele Mittelständler entwickelt, teils wird sogar wieder produziert, so in der Fensterfabrik.

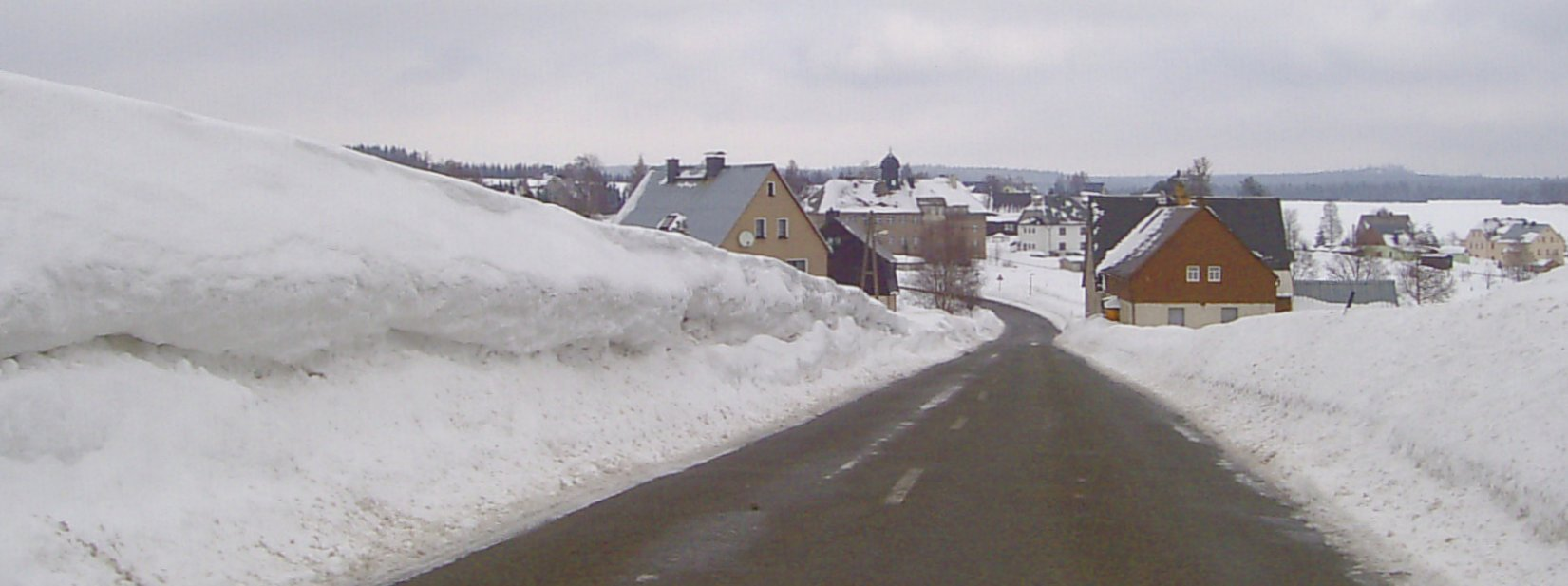
Kühnhaide im Winter 2006

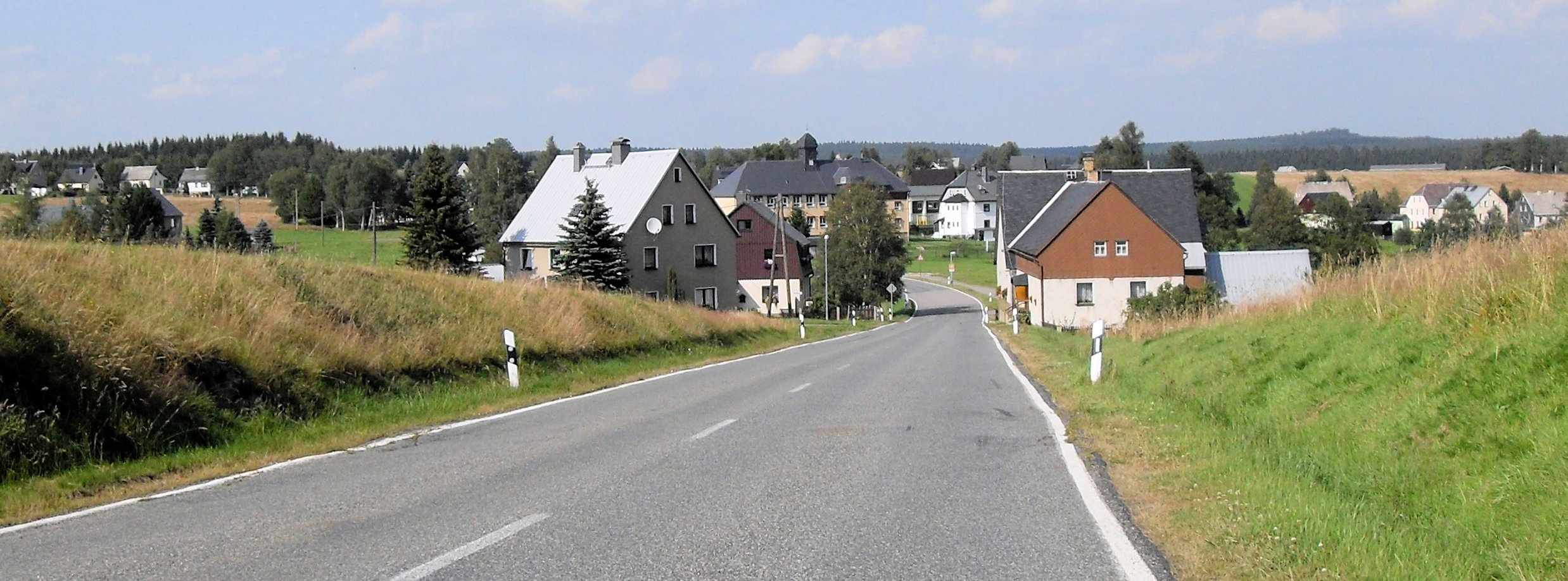
Kühnhaide im Sommer 2011

Vom 1. Oktober 1937 bis 31. März 1948 war Kühnhaide nach Reitzenhain eingemeindet, danach wieder eigenständige Gemeinde.
Zum 1. Januar 1994 wurde aus den bis dahin selbstständigen Gemeinden Rübenau, Reitzenhain, Kühnhaide und Satzung die Gemeinde Hirtstein, mit Verwaltungssitz in Reitzenhain, neu gebildet.
Am 1. Januar 2003 wurde die Gemeinde Hirtstein nach Marienberg eingegliedert.
Touristisch ist Kühnhaide gut erschlossen. Neben dem geschützten Moor sind auch der Kammweg und das Schwarzwassertal abwechslungsreich. Im Winter werden regelmäßig Loipen gespurt. In der ersten Septemberwoche ist die mehrtägige Kirmes mit seinem Theater und dem Rahmenprogramm sehenswert. Am ersten Advent ist Pyramidenanschieben.

## Bürgermeister
- 1990–1994: Matthias Hüttl

## Entwicklung der Einwohnerzahl
| Jahr | Einwohnerzahl |
| ---- | ------------- |
| 1764 | 55 Häusler    |
| 1834 | 958           |
| 1871 | 1299          |
| 1890 | 1290          |
| 1910 | 1191          |

| Jahr | Einwohnerzahl |
| ---- | ------------- |
| 1925 | 1127          |
| 1950 | 1210          |
| 1964 | 1005          |
| 1990 | 736           |
| 2007 | 583           |

| Jahr | Einwohnerzahl |
| ---- | ------------- |
| 2014 | 555           |
| 2015 | 548           |
| 2016 | 558           |
| 2020 | 549           |

## Persönlichkeiten
In Kühnhaide lebte und wirkte der Forstmeister Alfred Kaden (1925–2015).